# Jenstrup (Sønder Dalby Sogn)
 For alternative betydninger, se Jenstrup. (Se også artikler, som begynder med Jenstrup)
Jenstrup er en bebyggelse på Sydsjælland i Sønder Dalby Sogn under Faxe Kommune. Bebyggelsen ligger lidt øst for Dalby-Borup.
Landsbyen nævnes 1451 (Jenstorpp) og blev udskiftet i 1798.
I 1664 var der 5 gårde og 2 huse. Heraf var 1 ryttergård, 1 hørte til Bregentved, 1 til Lindersvold, 1 til Egedegård og en ødegård til Turebygård.